# Lenningen
Pour l’article homonyme, voir Lenningen (Luxembourg).
Lenningen est une commune de Bade-Wurtemberg (Allemagne), située dans l'arrondissement d'Esslingen, dans la région de Stuttgart, dans le district de Stuttgart. Lenningen est jumelée depuis 1988 à la commune de Pouilly-en-Auxois, en Côte-d'Or.